# Sultan Achour 10
Sultan Achour 10 ou Sultan Achour (en arabe : السّلطان عاشور العاشر, As-Sulṭān ‘Āshūr al-‘Āshir) est une série télévisée algérienne en 66 épisodes de 30 minutes, créée par Djaffar Gacem et diffusée entre le 18 juin 2015 et le 9 mai 2021 sur Echorouk TV.
Les événements de la série se déroulent dans un royaume fictif d'Afrique du Nord (Algérie), appelé « le royaume achourite », gouverné par le sultan Achour 10, et relate les aventures quotidiennes de ce dernier avec sa famille, son peuple et les autres royaumes. La série est considérée comme la plus grande production algérienne en comédie, et a été élue le programme le plus regardé dans le pays durant tout le mois de ramadan 2015.

## Synopsis
Avant de mourir, le sultan Boualem 9 décide de choisir son successeur parmi ses deux enfants : l'émir Kamel et l'Émir Achour. Finalement, il choisit Kamel,Mais le Vizir a décidé autrement on déclarant officiellement que Achour est L’héritier, ce qui provoque la colère de Kamel qui décide de quitter le royaume, et après plusieurs années de gouvernance par le Sultan Achour, le royaume prend son nom et devient le royaume achourite.

## Distribution

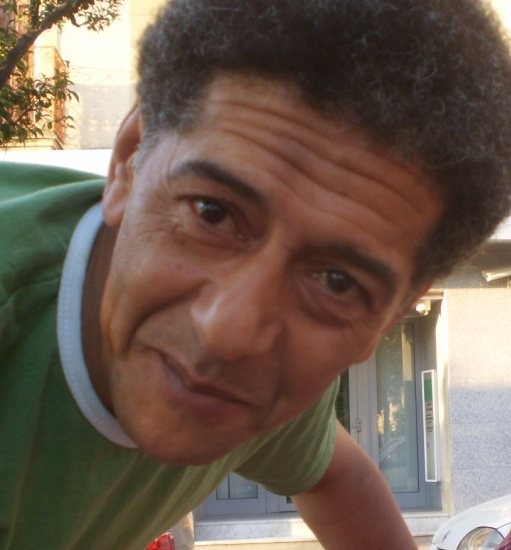
Salah Aougrout interprète Sultan Achour
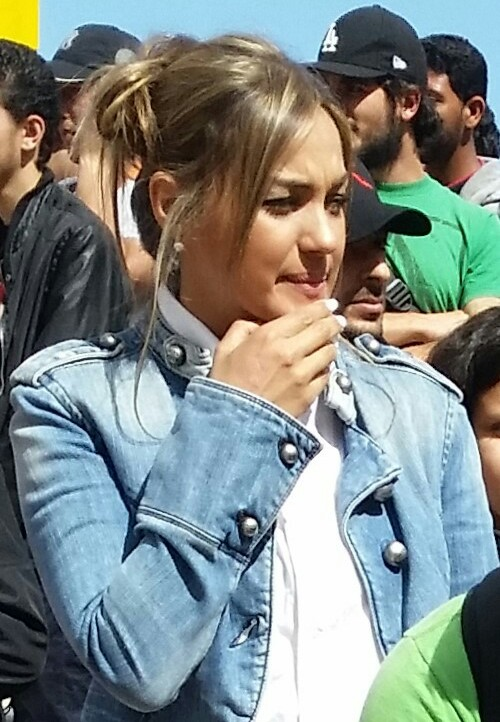
Yasmine Ammari interprète Sultana Razane
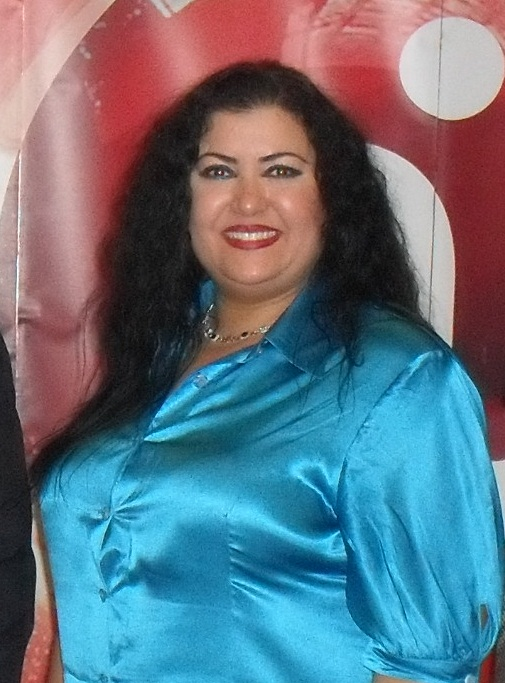
Kawther El Bardi interprète Ennouria
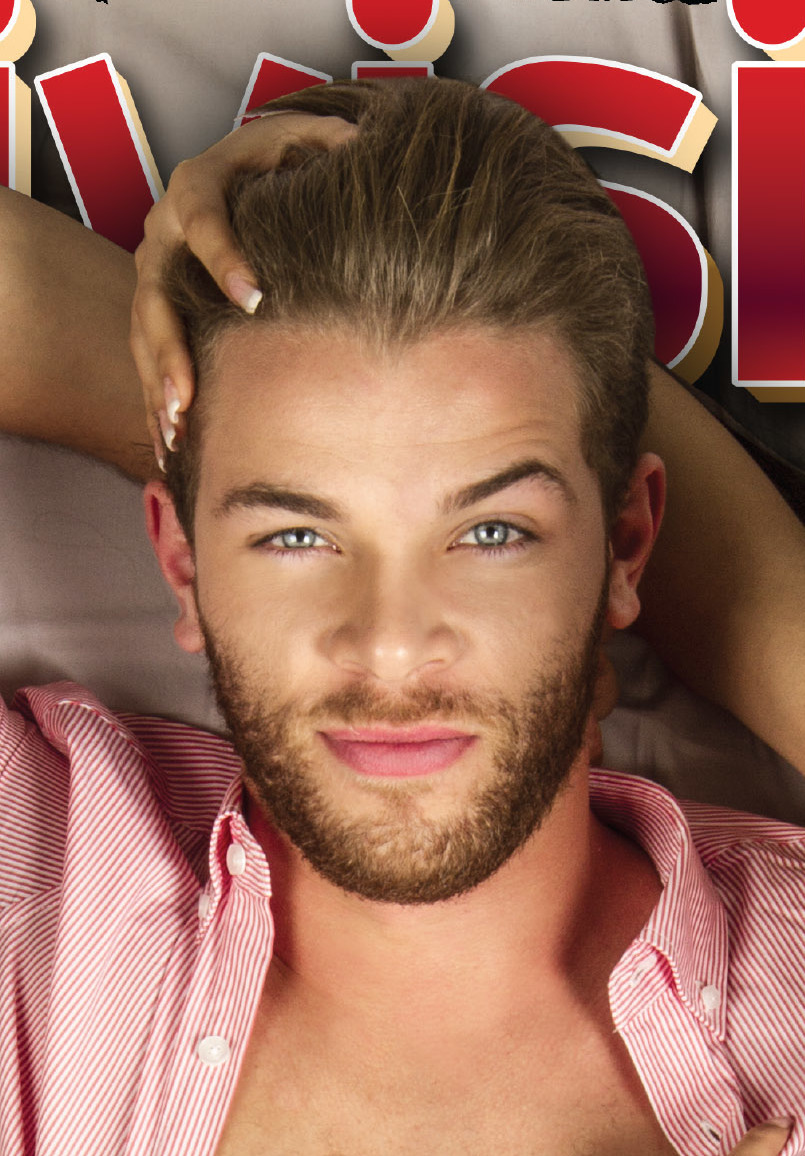
Mohamed Mrad interprète Djawad

### Acteurs principaux
Voici la liste des acteurs principaux de la série, :
- Salah Aougrout (saisons 1 et 2), Hakim Zelloum (saison 3) : Sultan Achour 10
- Sid Ahmed Agoumi : Ministre Qandil
- Madani Namoun : Borhan
- Yasmine Ammari : Sultana Razane
- Souhila Mallem : Princesse Abla
- Mahdi Hattab (saison 1), Ahmed Zitouni (saisons 2 et 3) : Prince Lokmane
- Othmane Ben Daoud: Roi Dahmanus
- Mohammed Yabdri : Général Farès (saisons 1 et 2)
- Blaha Ben Ziane: Nouri
- Kawther El Bardi : Nouria
- Mohamed Mrad (saisons 1 et 2), Zakaria Karouet (saison 3) : Djawad
- Nadia Kounda : Manina (saison 3)
- Nadia Alahoum : Morjana (saison 1)
- Claire Taous Khazem : Maria (récurrente saison 1, principal saison 2)
- Tir El Hadi : Baji
- Merouane Guerouabi: El Hachmi (saison 3)
- Bahia Rachedi : Bariza (saison 3)
- Kamel Abdat : Mokranus (saison 3)
- Ahmed Meddah : Cheddad (saison 3)

### Acteurs récurrents
Voici la liste des acteurs secondaires, :
- Ahcene Bachar (saison 1), Ali Sharaf (à partir de la saison 2) : Redjlaoui
- Zarbot-wald achour : Habitant d'Akid
- Haifa Rahim : Reine Domina
- Najla Ben Abdallah : Cléopâtre VII
- Younes Ferhi : Al-Khwârizmî
- Mehdi Tehmi : King Rooney
- Khaled Bouzid : Saïd La Vérité
- Hassan Kerkache : Sadek El Kedbaoui (saison 1), Djaadaoui (saison 3)
- Narimène Ouahabi : Hadjra (Fouffou)
- Mohamed Amine Ikhlef : Kheffoufi
- Ali Djebbara : Sultan Sulaiman El Qanouni
- Nadjia Laaraf : Djadour (saison 3)
- Mohamed Boukhdimi : Pnipen
- Mohamed Kariâa (rôle inconnu)
- Adam Aberkane (rôle inconnu)
- Ahcene Azazni : Fehchouche (saison 3)
- Omar Tairi : Boufdiha (saison 3)
- Zoubir Belhor : Nemsus (saison 3)
- Zouhir Gacem : Pousticha
- Boukhalfa Sahli : Hagrouna
- Khadidja Brahimi : Rqiqa
- Bilal Khatmi
- Naima Remdani
- Abderrahmane Ben Bekta
- Abdelkrim Derradji : l'ami de hagrouna (saison 2-3)
- Mustapha Himoun

## Production
ProdArtFilms :
Société de production et de réalisation audiovisuelle créée en 2014, ProdArtFilms films assure l’intégralité des projets vidéos : création, production, réalisation de publicités et making-of.
De droit Algérien, activant dans le domaine de la Production cinématographique, la production de programmes TV et de films publicitaires, ProdArtFilms prend en charge toute la réflexion stratégique de la communication, création de campagne, conseils, l’acquisition d’espace TV et communication sur le WEB, les plans média et l’événementiel.

### Développement
Le projet de la série a d'abord été proposé à l'EPTV, télévision publique, mais a été refusé à cause du grand budget que le réalisateur Djaffar Gacem a demandé. Par la suite, il a été adopté par la chaîne Echorouk TV et a reçu plus de 18 milliards de centimes, offerts par les deux entreprises Ooredoo (14 milliards de centimes) et Cevital (4 milliards). La conception du texte a duré plus de 8 mois.
La série a été comparée au feuilleton turc Herim Sultan qui est très populaire au monde arabe. Selon Salah Aougrout, acteur principal de la série, Harim Sultan est « un feuilleton historique racontant l'histoire de personnages réels » alors que Sultan Achour est « une comédie historique ». Les seuls points communs, selon lui, restent « les décors, les costumes et les accessoires ».

### Tournage
La série est tournée à Hammamet (Tunisie), aux studios Tarek Ben Ammar, les mêmes studios ou a été tourné Or noir (Day of The Falcon), et qui contenaient tout le matériel et tous les décors qui convenaient à la nature de la série. Le tournage a commencé en janvier 2015 et s'est poursuit pendant 3 mois. Selon Aougrout, acteur principal de la série, « le staff a rencontré beaucoup de difficultés suite au froid et à la pluie ».

## Fiche technique
- Titre original : السلطان عاشور العاشر
- Titre français : Sultan Achour 10
- Création : Djaffar Gacem
- Réalisation : Djaffar Gacem[2]
- Scénario : saison 1 : Djaffar Gacem, Chemseddine Amrani dit " DZjoker ", Chafik Berkani, Samir Ziane[2] dit "MisterX"
  - saison 2 Djaffar Gacem et Chafik berkani
- Direction artistique : Djaffar Gacem
- Costumes : Adel Fouzi Chegroun[3]
- Photographie : Hazem Berbah[3]
- Son : Khaled Ben Younes[3]
- Musique : Smaïl Ben Houhou et Mouh Sghir[3], Interprète: Nada Rayhan.
  - Saison 2: Tarek Kaddem
  - Interprète : Farida R'guiba
- Sociétés de production : Prod Art Films et Carthago Film (production exécutive)
- Budget : 1,76 million de dollars[3]
- Pays d'origine :  Algérie
- Langue originale : Arabe algérien
- Format : 1080i (HDTV)
- Genre : Comédie
- Durée : 30-40 minutes

## Épisodes
Voici la liste complète des épisodes de la série :

### Première saison (2015)
1. Déclaration de guerre (إعلان حرب)
2. Mariage de raison (زواج مصلحة)
3. Maladie de la Sultane (مرض السلطانة)
4. Match historique 1 (1 مقابلة تاريخية)
5. Match historique 2 (مقابلة تاريخية 2)
6. Mhajeb (المحاجب)
7. Abla... Princesse rebelle (عبلة... الأميرة المتمردة)
8. Obsessionnel 1 (1 الوسواس)
9. Obsessionnel 2 (الوسواس 2)
10. Tolérance (التسامح)
11. La vérité contre le mensonge 1 (الحقيقة ضد الكذب 1)
12. La vérité contre le mensonge 2 (الحقيقة ضد الكذب 2)
13. Voyage dans le temps 1 (السفر عبر الزمن 1)
14. Voyage dans le temps 2 (السفر عبر الزمن 2)
15. Sultan Loqma...Chour (الأمير لقما...شور)
16. Printemps Achouri 1 (الربيع العاشوري 1)
17. printemps Achouri 2 (الربيع العاشوري 2)
18. Mariage d'Abla 1 (زواج عبلة 1)
19. Mariage d'Abla 2 (زواج عبلة 2)
20. Roi Fouffou (الملك ففو)

### Deuxième saison (2017)
1. Le retour de Pnipen (عودة بنيبن)
2. Le bac 1 (البكالوريا 1)
3. Le bac 2 (2 البكالوريا)
4. La révolte des femmes (ثورة النساء)
5. Le royaume des femmes (مملكة النساء)
6. Achoura la servante (الجارية عاشورة)
7. L’héritage de Maria (ميراث ماريا)
8. L'armée des Mixeurs (جيش المكاسر)
9. La chance du général (فرصة الجنرال)
10. L’épidémie (الوباء)
11. Les fainéants (الكسلاء)
12. Le Sultan sans peuple (سلطان بدون شعب)
13. Les bonbons du malheur (حلوى البؤس)
14. Les Jeux Olympiques (الألعاب الأولمبية)
15. La nuit du doute (ليلة الشك)
16. Demos Kratos (ديموقراطوس)
17. La revanche de Hamoudi (انتقام حمودي)
18. La princesse fugitive (الأميرة الهاربة)
19. Le complot (المكيدة)
20. L'épée du Roi 1 (1 سيف السلطان)
21. L'épée du Roi 2 (2 سيف السلطان)
22. Le Sultan Lokmane (السلطان لقمان)
23. Vive le Sultan (يحيا السلطان)

## Univers de la série

### Généralités
Le personnage Sultan Achour est fictif, créé par Djaffar Gacem et le staff qui a coécrit la série. Bien que les événements de la série aient l'air de se dérouler aux XIe et XIIe siècles, le héros de la série, Salah Aougrout explique qu'il n'existe pas de période précise, puisque ce royaume a été inventé. Chaque épisode de la série est distinct : Chaque épisode raconte une nouvelle histoire qui n'est pas forcément liée aux épisodes précédents.
Les acteurs principaux s’expriment en dialecte algérois ou oranais.

### Produits dérivés
Il existe plusieurs produits utilisant le titre de la série et les noms de ses personnages partout en Algérie. On peut retrouver des magazines, des costumes et même un jeu vidéo à succès, tous utilisant la marque Sultan Achour 10. Toutefois, ces produits ne sont pas officiels.

### Analyses
La série est une satire politique anachronique, qui aborde des thèmes contemporains tels que la drogue, les fuites au bac ou encore les défaillances du système médical en Algérie. Selon son réalisateur Djaffar Gacem : « Il y a un décalage voulu et recherché entre le cadre historique et les thèmes évoqués et le langage contemporain. Les dialogues sont écrits en darija ». Elle s'inspire de la série française Kaamelott et se déroule durant l'âge d'or de la civilisation arabo-musulmane au Maghreb, dans un royaume fictif vivant de l'huile d'olive, allusion au pétrole.

## Accueil

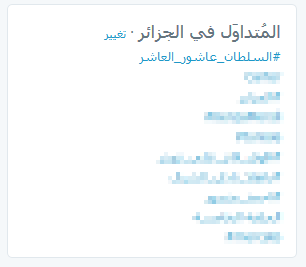
1. السلطان_عاشور_العاشر (#SultanAchour10) : Hashtag le plus répandu en Algérie sur Twitter durant le ramadan 2015

Selon une étude d'audience menée par l'institut Media & Survey pendant le mois de ramadan 2015, la série qui était diffusée à 19 h 55 (heure algérienne) sur Echourouk TV, est le programme le plus regardé par les algériens durant ce mois, avec 39,95 % des parts d'audience,,.